# 2017年中華職棒季後挑戰賽
中華職棒28年季後挑戰賽於2017年10月20日至10月23日，分別在台南棒球場、洲際棒球場舉行，由於Lamigo桃猿包辦上下半季冠軍，全年勝率第二統一7-ELEVEn獅與全年勝率第三取得外卡的中信兄弟進行五戰三勝的比賽，最終中信兄弟在沒被看好的情況下，系列賽以三勝一敗擊敗統一7-ELEVEn獅，晉級該年總冠軍賽挑戰包辦上下半球季冠軍Lamigo桃猿。

## 背景
| 上半季         | 上半季 | 上半季 | 上半季 | 上半季 | 上半季 | 上半季 |  | 下半季         | 下半季 | 下半季 | 下半季 | 下半季 | 下半季 | 下半季 |
| 球隊名稱       | 出賽   | 勝場   | 敗場   | 和     | 勝率   | 勝差   |  | 球隊名稱       | 出賽   | 勝場   | 敗場   | 和     | 勝率   | 勝差   |
| Lamigo桃猿     | 60     | 43     | 16     | 1      | .729   | －     |  | Lamigo桃猿     | 60     | 35     | 25     | 0      | .583   | －     |
| 中信兄弟       | 60     | 30     | 27     | 3      | .526   | 12     |  | 統一7-ELEVEn獅 | 60     | 34     | 26     | 0      | .567   | 1      |
| 統一7-ELEVEn獅 | 60     | 23     | 35     | 2      | .397   | 19.5   |  | 富邦悍將       | 60     | 28     | 32     | 1      | .467   | 7      |
| 富邦悍將       | 60     | 20     | 38     | 2      | .345   | 22.5   |  | 中信兄弟       | 60     | 23     | 37     | 0      | .383   | 12     |

| 排名 | 隊伍           | 已賽 | 勝場 | 負場 | 和局 | 勝率 | 勝差 |
| ---- | -------------- | ---- | ---- | ---- | ---- | ---- | ---- |
| 1    | Lamigo桃猿     | 120  | 78   | 41   | 1    | .655 | 封王 |
| 2    | 統一7-ELEVEn獅 | 120  | 57   | 61   | 2    | .483 | 20.5 |
| 3    | 中信兄弟       | 120  | 53   | 64   | 3    | .453 | 24   |
| 4    | 富邦悍將       | 120  | 48   | 70   | 2    | .407 | 29.5 |

2017年10月11日Lamigo桃猿在下半季封王，並且包辦上下半季冠軍，使得2008年之後再度出現季後挑戰賽，中信兄弟在季中發生五虎將事件，使得中信兄弟球團故意不讓涉及該事件的五名主力球員在一軍比賽，也沒登錄在季後挑戰賽的可用名單，球隊在下半季戰績排名墊底，而統一7-ELEVEn獅在下半季到最後一場失利才確定無緣下半季冠軍，使得統一7-ELEVEn獅在經驗和氣勢上略勝一籌。

## 逐場賽況

### 第一場
| 2017年10月20日 星期五 中華職棒大聯盟28年季後賽 第一場 | 台南棒球場 | 台南棒球場 | 台南棒球場 | 台南棒球場 | 台南棒球場 | 台南棒球場 | 主審：莫利卡 | 主審：莫利卡 | 主審：莫利卡 | 主審：莫利卡 | 主審：莫利卡 | 主審：莫利卡 |
| 球隊名稱                                              | １         | ２         | ３         | ４         | ５         | ６         | ７           | ８           | ９           | Ｒ           | Ｈ           | Ｅ           |
| 中信兄弟                                              | 1          | 4          | 0          | 0          | 3          | 0          | 1            | 0            | 0            | 9            | 11           | 0            |
| 統一7-ELEVEn獅                                        | 0          | 0          | 1          | 0          | 0          | 0          | 1            | 0            | 4            | 6            | 10           | 1            |

勝利投手：布賴恩·伍鐸
敗戰投手：布魯斯
勝利打點：周思齊
全壘打：蘇智傑(1)、高國慶(1)
單場MVP：周思齊
比賽時間：3小時44分
觀眾人數：4658人
第一局中信兄弟王威晨選到四壞球保送，下一棒的吳東融利用犧牲觸擊推進到二壘，接著周思齊打出帶有一分打點的一壘安打，但接下來的兩個棒次都未能將跑者送回本壘，形成三人出局，攻守互換後布賴恩·伍鐸連續解決三名打者，第二局中信兄弟兩出局後林明杰擊出一壘安打，接著岳東華、王威晨都選到四壞球，然後吳東融擊出的外野飛球看似要被接殺，守備方卻發生失誤，因此得到三分，下一棒的周思齊擊出帶有一分的一壘安打，下一棒打者未能延續攻勢，攻守互換後統一7-ELEVEn獅蘇智傑雖選到四壞球保送，但未能得分，第三局統一7-ELEVEn獅布鲁斯·比林斯連續解決三名打者，攻守互換後高國慶擊出二壘安打，接著高志綱擊出一壘安打，然後陳傑憲擊出擊出帶有一分打點的一壘安打，但接下來的打者分別擊出雙殺打及高飛球出局，第四局中信兄弟布賴恩·伍鐸和布鲁斯·比林斯都連續解決三名打者，第五局中信兄弟在一出局後，周思齊擊出一壘安打，隨後利用守備方的捕逸上到二壘，接著在相隔一名打著後，張志豪擊出帶有一分打點的三壘安打，使得統一7-ELEVEn獅更換投手，接著中信兄弟陳子豪選到四壞球，然後利用守備方投手犯規得到一分，接著曾陶鎔擊出一壘安打得一分，下一棒打者未能將壘上跑者送回本壘，形成三人出局而形成三人出局，攻守互換後布賴恩·伍鐸再度連續解決三名打者，五局打完中信兄弟七分領先。
第六局統一7-ELEVEn獅廖文揚連續解決三名打者，攻守互換後陳傑憲和唐肇廷分別擊出一壘和二壘安打，但接下來中信兄弟在不失分的情況下連續收下三個出局數，第七局中信兄弟周思齊擊出一壘安打，接著張志豪選到四壞球，然後陳子豪擊出帶有一分打點的一壘安打，接下來的兩名打者都未能將跑者送回本壘，形成三人出局，攻守互換後統一7-ELEVEn獅兩出局後高國慶擊出帶有一分打點的全壘打，第八局中信兄弟王威晨雖擊出二壘安打，但未能得分，攻守互換後彭識穎連續解決三名打者，第九局中信兄弟在一出局後，張志豪和陳文杰接連擊出一壘安打，但下一棒打著擊出雙殺打，攻守互換後統一7-ELEVEn獅蘇智傑擊出全壘打，相隔一名打者後，朱元勤和郭阜林分別以四壞球和內野安打上壘，在守備方更換投手後，高國慶擊出帶有一分打點的一壘安打，接著楊家維選到四壞球，然後陳傑憲擊出帶有兩分打點的一壘安打，但接下來未能再得分，終場中信兄弟以三分差贏球，系列賽取得一比零優勢。

### 第二場
| 2017年10月21日 星期六 中華職棒大聯盟28年季後賽 第二場 | 台南棒球場 | 台南棒球場 | 台南棒球場 | 台南棒球場 | 台南棒球場 | 台南棒球場 | 主審：張展榮 | 主審：張展榮 | 主審：張展榮 | 主審：張展榮 | 主審：張展榮 | 主審：張展榮 |
| 球隊名稱                                              | １         | ２         | ３         | ４         | ５         | ６         | ７           | ８           | ９           | Ｒ           | Ｈ           | Ｅ           |
| 中信兄弟                                              | 0          | 0          | 0          | 2          | 0          | 3          | 0            | 0            | 0            | 5            | 8            | 1            |
| 統一7-ELEVEn獅                                        | 0          | 0          | 0          | 3          | 0          | 2          | 2            | 1            | 0            | 8            | 13           | 1            |

勝利投手：陳韻文
敗戰投手：王梓安
勝利打點：陳鏞基
單場MVP：陳鏞基
比賽時間：3小時27分
觀眾人數：7059人
第一局中信兄弟周思齊和統一7-ELEVEn獅唐肇廷都擊出二壘安打，但都沒有得分，第二局中信兄弟奧蘭多·羅曼和統一7-ELEVEn獅潘威倫都連續解決三名打者，第三局統一7-ELEVEn獅潘威倫連續解決三名打者，攻守互換後兩出局後陳傑憲擊出二壘安打，但下一位打者未能將跑者送回本壘，形成三人出局，第四局吳東融、周思齊和詹子賢分別以觸身球、守備失誤及一壘安打上壘，接著張志豪擊出兩分打點的一壘安打，接下來的三名打者未能將壘上的跑者送回本壘，形成三人出局，攻守互換後奧蘭多·羅曼接連投出兩個四壞球，然後統一7-ELEVEn獅的高國慶擊出帶有一分打點的二壘安打，下一棒的陳鏞基擊出帶有兩分打點的一壘安打，接下來的三名打者未能將壘上的跑者送回本壘，形成三人出局，第五局潘威倫連續解決三名打者，攻守互換後陳傑憲先擊出一壘安打，但接下來的三名打者未能將壘上的跑者送回本壘，形成三人出局，前五局打完統一7-ELEVEn獅領先一分。
第六局中信兄弟周思齊、詹子賢和張志豪接連擊出一壘安打，接著陳子豪擊出帶有兩分打點的一壘安打，然後陳文杰雖擊出內野滾地球出局，但帶有一分打點，接下來兩位打者未能將跑者送回本壘，形成三人出局，攻守互換後統一7-ELEVEn獅高國慶和陳鏞基接連擊出一壘安打，接著郭阜林成功使用犧牲短打推進，然後楊家維選到四壞球，相隔一位打者後，陳傑憲擊出帶有兩分打點的一壘安打，下一棒未能將跑者送回本壘，形成三人出局，第七局中信兄弟雖周思齊選到四壞球，但該局球隊沒得分，攻守互換後統一7-ELEVEn獅在一出局後，蘇智傑和高國慶分別以四壞球和一壘安打上壘，接著陳鏞基擊出帶有一分打點的一壘安打，同時一壘的跑者被夾殺出局，接著郭阜林擊出帶有一分打點的一壘安打，防守方更換投手後，下一棒打者未能將壘上的跑者送回本壘，形成三人出局，攻守互換後中信兄弟張志豪和陳子豪分別以一壘安打和保送上壘，但接下一位打者被接殺，接下來打者擊出雙殺打，攻守互換後劉芙豪擊出一壘安打，然後陳傑憲成功使用犧牲短打推進，相隔一名打者後，潘武雄擊出帶有一分打點的一壘安打，下一棒打者未能將壘上的跑者送回本壘，形成三人出局，第九局王鏡銘連續解決三名打者，終場統一7-ELEVEn獅三分差贏球，系列賽兩隊一比一平手。

### 第三場
| 2017年10月22日 星期日 中華職棒大聯盟28年季後賽 第三場 | 洲際棒球場 | 洲際棒球場 | 洲際棒球場 | 洲際棒球場 | 洲際棒球場 | 洲際棒球場 | 主審：紀華文 | 主審：紀華文 | 主審：紀華文 | 主審：紀華文 | 主審：紀華文 | 主審：紀華文 |
| 球隊名稱                                              | １         | ２         | ３         | ４         | ５         | ６         | ７           | ８           | ９           | Ｒ           | Ｈ           | Ｅ           |
| 統一7-ELEVEn獅                                        | 0          | 3          | 0          | 0          | 0          | 0          | 0            | 0            | 0            | 3            | 9            | 0            |
| 中信兄弟                                              | 0          | 1          | 0          | 0          | 3          | 0          | 0            | 0            | 0            | 4            | 7            | 0            |

勝利投手：洪宸宇
敗戰投手：陽建福
勝利打點：詹子賢
全壘打：林祐樂(1)、詹子賢(1)
單場MVP：詹子賢
比賽時間：3小時38分
觀眾人數：8398人
第一局統一7-ELEVEn獅前兩棒出局，接著雖潘武雄選到四壞球，但下一棒打者未能將壘上跑者送回本壘，形成三人出局，攻守互換後麥克爾·尼克斯連續解決三名打者，第二局統一7-ELEVEn獅在一出局後陳鏞基和劉芙豪接連擊出一壘安打，接者林佑樂擊出帶有三分打點全壘打，然後羅國龍選到四壞球，此時中信兄弟教練團喊出暫停，暫停過後連續兩名打者出局並未能將壘上跑者送回本壘，形成三人出局，攻守互換後，中信兄弟在一出局後，張志豪和陳子豪接連選到四壞球，即使守備方教練團喊出暫停，但下一棒的林明杰仍然擊出帶有一分打點的一壘安打，接下來的兩名打者未能將壘上跑者送回本壘，形成三人出局，第三局製造變相的三上三下，攻守互換後統一7-ELEVEn獅麥克爾·尼克斯連續解決三名打者，第四局統一7-ELEVEn獅在一出局後雖劉芙豪擊出二壘安打，但接下來的兩名打者未能將壘上跑者送回本壘，形成三人出局，攻守互換後中信兄弟在一出局後，張志豪選到四壞球，但接下來他嘗試盜壘，經由電視輔助判決認定盜壘失敗，然後陳子豪和林明杰分別以四壞球和一壘安打上壘，但下一棒打者未能將壘上跑者送回本壘，形成三人出局，第五局統一7-ELEVEn獅在一出局後，雖郭阜林選到四壞球，但接下來的兩名打者未能將壘上跑者送回本壘，形成三人出局，攻守互換後，中信兄弟陳江和和王威晨分別以四壞球保送和一壘安打上壘，守備方更換投手後，吳東融成功使用犧牲觸擊推進，接著周思齊擊出帶有一分打點的高飛犧牲打，然後詹子賢擊出兩分打點的全壘打，下一棒打者出局，五局打完中信兄弟一分領先。
第六局統一7-ELEVEn獅高國慶選到四壞球，但下一棒打者擊出雙殺打，之後劉芙豪和林佑樂分別以一壘安打和四壞球上壘，在守備方更換投手後，下一棒打者未能將壘上跑者送回本壘，形成三人出局，攻守互換後廖文揚連續解決三名打者，第七局統一7-ELEVEn獅在兩出局後，雖潘武雄和蘇智傑皆擊出一壘安打，但下一棒打者未能將壘上跑者送回本壘，形成三人出局，攻守互換後廖文揚再連續解決三名打者，第八局一出局後，劉芙豪選到四壞球，相隔一名打者後，唐肇廷選到四壞球，但下一棒打者未能將壘上跑者送回本壘，形成三人出局，攻守互換後中信兄弟在一出局後，詹子賢和張志豪接連擊出一壘安打，但下一棒打者擊出雙殺打形成三出局，第九局統一7-ELEVEn獅郭阜林擊出二壘安打，相隔一名打者後二壘跑者跑向三壘被觸殺出局，接者蘇智傑選到四壞球，但接下來未能再得分，終場中信兄弟以一分差贏球，系列賽取得二比一優勢。

### 第四場
| 2017年10月23日 星期一 中華職棒大聯盟28年季後賽 第四場 | 洲際棒球場 | 洲際棒球場 | 洲際棒球場 | 洲際棒球場 | 洲際棒球場 | 洲際棒球場 | 主審：莫利卡 | 主審：莫利卡 | 主審：莫利卡 | 主審：莫利卡 | 主審：莫利卡 | 主審：莫利卡 |
| 球隊名稱                                              | １         | ２         | ３         | ４         | ５         | ６         | ７           | ８           | ９           | Ｒ           | Ｈ           | Ｅ           |
| 統一7-ELEVEn獅                                        | 1          | 0          | 3          | 0          | 1          | 0          | 0            | 0            | 2            | 7            | 10           | 3            |
| 中信兄弟                                              | 5          | 0          | 1          | 5          | 0          | 0          | 0            | 0            | 0            | 11           | 13           | 2            |

勝利投手：銳力
敗戰投手：施子謙
勝利打點：張志豪
全壘打：潘武雄2(2)、林明杰(1)、張志豪(1)
單場MVP：張志豪
比賽時間：4小時05分
觀眾人數：5398人
第一局兩出局後，統一7-ELEVEn獅潘武雄擊出帶有一分打點的全壘打，下一棒打者未能上壘，形成三出局，攻守互換後中信兄弟王威晨藉由守備失誤上壘，但之後被牽制出局，然後吳東融和周思齊分別以一壘安打和四壞球上壘，相隔一棒露，張志豪擊出帶有兩分打點的二壘安打，在守備方喊出暫停並故意四壞球後，林明杰擊出帶有三分打點的全壘打，下一棒打者未能上壘，形成三出局，第二局中心兄弟銳力連續解決三名打者，在攻守互換後兩出局後吳東融擊出一壘安打，但下一棒未能將壘上跑者送回本壘，形成三人出局，第三局統一7-ELEVEn獅在一出局後，林祐樂和陳傑憲接連選到四壞球，守備方教練團喊出暫停後，藉由暴投推進，郭阜林擊出內野滾地球雖然出局，但將三壘上的跑者送回本壘，接者潘武雄擊出帶有兩分打點的全壘打，然後蘇智傑擊出一壘安打，但下一棒未能將壘上跑者送回本壘，形成三人出局，攻守互換後中信兄弟詹子賢擊出一壘安打，在守備方更換投手後，張志豪擊出一壘安打，利用守備失誤推進一個壘包，相隔一名打者後，守備方的投手發生暴投將三壘上的跑者送回本壘，在林明杰選到四壞球保送後，接下來的兩名打者未能將壘上跑者送回本壘，形成三人出局，第四局中信兄弟銳力連續解決三名打者，在攻守互換後王威晨擊出二壘安打，隨後藉由一個內野滾地球出局推進上三壘，接者周思齊選到四壞球保送，然後詹子賢擊出帶有一分打點的一壘安打，在守備方教練團喊出暫停後，張志豪擊出帶有三分打點的全壘打，使得守備方更換投手，接者陳子豪擊出二壘安打，之後林明杰擊出帶有一分打點的一壘安打，在相隔一名打者後，陳江和選到四壞球保送，但下一棒未能將壘上跑者送回本壘，形成三人出局，第五局統一7-ELEVEn獅在一出局後，陳傑憲擊出內野安打，接著郭阜林擊出帶有一分打點的二壘安打，在守備方教練團喊出暫停後，潘武雄擊出內野安打，但接下來的兩名打者未能將壘上的跑者送回本壘，形成三人出局，攻守互換後中信兄弟在一出局後，周思齊擊出一壘安打，相隔一名打者並守備方更換投手後，張志豪和陳子豪接連選到四壞球，但下一棒未能將壘上跑者送回本壘，形成三人出局，五局打完中信兄弟六分領先。
第六局統一7-ELEVEn獅劉芙豪擊出一壘安打，相隔一名打者後，唐肇廷擊出一壘安打，但接下來的兩名打者未能將壘上的跑者送回本壘，形成三人出局，攻守互換後王玉譜連續解決三名打者，第七局統一7-ELEVEn獅在兩出局後蘇智傑擊出一壘安打，但下一棒未能將壘上跑者送回本壘，形成三人出局，攻守互換後中信兄弟在兩出局後，詹子賢擊出一壘安打，但下一棒未能將壘上跑者送回本壘，形成三人出局，第八局兩隊投手官大元和王鏡銘都連續解決三名打者，第九局統一7-ELEVEn獅在一出局後，陳傑憲選到四壞球，接者守備方連續兩個打席都發生失誤，第一個打席使一壘跑者跑上三壘並使打者上壘，第二個打席使三壘跑者回本壘，並形成一三壘有人，使得守備方教練團喊出暫停，之後蘇智傑擊出帶有一分打點的一壘安打，之後沒能在得分，終場中信兄弟以四分差贏球，系列賽以三比一擊敗統一7-ELEVEn獅。